# Szyszmanowicze

Bułgaria za panowania Iwana Aleksandra

Szyszmanowicze (bułg. Шишмановци) – dynastia, której przedstawiciele panowali w Bułgarii w XIV w (w ostatnim okresie istnienia tzw. drugiego państwa bułgarskiego).

## Okres świetności
Pierwszym przedstawicielem dynastii, który sięgnął po koronę cara Bułgarii był Michał Szyszman. Pochodził on z możnej rodziny bojarskiej, w linii żeńskiej wywodził się z carskiej dynastii Asenowiczów. Objął władzę w Bułgarii w 1323 wykorzystując chaos po bezpotomnej śmierci cara Jerzego II Tertera, ostatniego z rodu Terterowiczów.

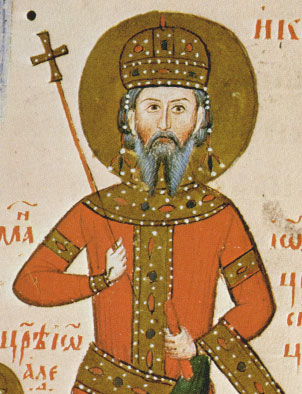
car Iwan Aleksander

Pierwszy okres rządów Szyszmanowiczów w Bułgarii wypełniają przede wszystkim walki przeciwko Bizancjum oraz Serbii. W ich efekcie w 1330 zginął w walce przeciwko Serbom Michał Szyszman. Po krótkich rządach jego syna Iwana Stefana (pochodzącego z małżeństwa Michała z odsuniętą później księżniczką serbską) tron objął siostrzeniec Michała Szyszmana Iwan Aleksander. Panował on w Bułgarii przez 40 lat (1331-1371) – poniósł niemałe zasługi dla rozwoju kulturalnego kraju, jednak w polityce okres jego panowania przyniósł stopniowy upadek państwa bułgarskiego. Przyczyniały się do tego zwłaszcza konflikty Iwana Aleksandra z jego licznymi synami, którym wydzielał apanaże. Ich starania o samodzielność zaowocowały m.in. oderwaniem od Bułgarii okręgu Widynia, gdzie władzę sprawował jeden z synów Iwana Aleksandra – Iwan Sracimir. Z chaosu wewnętrznego korzystali sąsiedzi: Bizancjum zajęło większość wybrzeża czarnomorskiego, Węgrzy zhołdowali Widyń, usamodzielniła się także Dobrudża. Jednak największym zagrożeniem okazali się Turcy osmańscy, którzy pod koniec rządów Iwana Aleksandra wkroczyli na ziemie bułgarskie.

## Schyłek

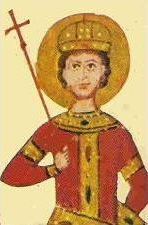
car Iwan Szyszman

Iwan Szyszman, następca Iwana Aleksandra (jeden z jego synów, kontrolujący stolicę w Tyrnowie) zmuszony został do płacenia trybutu Osmanom, którzy mimo to wciąż kontynuowali swoją ekspansję (w 1385 zdobyli Sofię). Próba wspólnego stawienia im oporu podjęta przez Iwana Szyszmana, króla serbskiego Łazarza i króla Bośni Tvrtka I co prawda dała zwycięstwo nad siłami tureckimi pod Płocznikiem (1387), lecz już rok później Bułgarzy zostali przez Turków rozgromieni i zmuszeni do oddania najeźdźcom części państwa z Silistrą oraz do uznania się za wasalów tureckich (ten sam los spotkał wówczas Iwana Sracimira w Widyniu). W 1393 Turcy zdobyli stolicę Bułgarii Tyrnowo – Iwan Szyszman sprawował odtąd władzę wasalną jedynie nad fragmentem ziem bułgarskich z Nikopolem. Obaj Szyszmanowicze próbowali wykorzystać antytureckie plany Zygmunta Luksemburskiego, jednak bezskutecznie: Iwan Szyszman został ścięty w 1395 za zawarcie sojuszu z Zygmuntem, a Iwan Sracimir został pojmany przez Turków po klęsce Zygmunta w bitwie pod Nikopolem w roku następnym i wkrótce również zabity.
Część potomków Szyszmanowiczów zbiegła do Węgier, skąd próbowała doprowadzić do odzyskania niepodległości przez Bułgarię: Konstantyn, syn Iwana Sracimira, wywołał powstanie antytureckie w Bułgarii na początku XV w. i na pewien czas odzyskał kontrolę nad Widyniem (zmarł w 1422), z kolei Frużyn, syn Michała Szyszmana prawdopodobnie zginął w bitwie pod Warną.

## Drzewo dynastii Szyszmanowiczów[1]
|                                 |                                 |                                        |                                        |                                |                                    |                                     |                                        |                                        |                  |                  |                  |  |  |
| Szyszman                        |                                 |                                        |                                        |                                |                                    |                                     |                                        |                                        |                  |                  |                  |  |  |
|                                 |                                 |                                        |                                        |                                |                                    |                                     |                                        |                                        |                  |                  |                  |  |  |
|                                 |                                 |                                        |                                        |                                |                                    |                                     |                                        |                                        |                  |                  |                  |  |  |
| 1 Anna Neda                     | 1 Anna Neda                     | Michał III Szyszman (panował 1323–1330 | Michał III Szyszman (panował 1323–1330 | 2 Teodora Paleologina          | 2 Teodora Paleologina              | Keraca Petrica ∞ despota Stracimir  | Keraca Petrica ∞ despota Stracimir     | Belaur                                 | Belaur           |                  |                  |  |  |
|                                 |                                 |                                        |                                        |                                |                                    |                                     |                                        |                                        |                  |                  |                  |  |  |
|                                 | 1                               | 1                                      | 1                                      | 1                              | 1                                  | 1                                   |                                        |                                        |                  |                  |                  |  |  |
| Iwan Stefan (panował 1330–1331) | Iwan Stefan (panował 1330–1331) | Szyszman                               | Szyszman                               | Michał kniaź Widynia i despota | Michał kniaź Widynia i despota     |                                     |                                        |                                        |                  |                  |                  |  |  |
|                                 |                                 |                                        |                                        |                                |                                    |                                     |                                        |                                        |                  |                  |                  |  |  |
|                                 |                                 |                                        |                                        |                                |                                    |                                     |                                        |                                        |                  |                  |                  |  |  |
|                                 |                                 |                                        |                                        |                                | Helena ∞ Stefan Duszan             | Helena ∞ Stefan Duszan              | Teodora Eudoksja ∞ sewastokrator Dejan | Teodora Eudoksja ∞ sewastokrator Dejan |                  |                  |                  |  |  |
|                                 |                                 |                                        |                                        |                                |                                    |                                     |                                        |                                        |                  |                  |                  |  |  |
|                                 |                                 |                                        | 1 Teodora Wołoszka                     | 1 Teodora Wołoszka             |                                    | Iwan Aleksander (panował 1331–1371) | Iwan Aleksander (panował 1331–1371)    | 2 Sara (Teodora)                       | 2 Sara (Teodora) | 2 Sara (Teodora) | 2 Sara (Teodora) |  |  |
|                                 |                                 |                                        |                                        |                                |                                    |                                     |                                        |                                        |                  |                  |                  |  |  |
|                                 |                                 |                                        | 1                                      | 1                              | 1                                  | 1                                   | 2                                      | 2                                      | 2                | 2                | 2                |  |  |
|                                 |                                 | Michał Asen                            | Michał Asen                            | Kera Tamara                    | Kera Tamara                        | Iwan Szyszman (panował 1371–1393)   | Iwan Szyszman (panował 1371–1393)      | Iwan Asen                              | Iwan Asen        | Wasilisa         | Wasilisa         |  |  |
|                                 |                                 |                                        | Iwan Asen                              | Iwan Asen                      | Iwan Stracimir (panował 1371–1396) | Iwan Stracimir (panował 1371–1396)  | Keraca Maria (ur. 1348, zm. 1390)      | Keraca Maria (ur. 1348, zm. 1390)      | Desisława        | Desisława        |                  |  |  |

### Literatura
- I. Czamańska, Szyszmanowicze [w:] Słownik dynastii Europy, red. J. Dobosz, M. Seweryński, Poznań 1999, s. 396-399.
- T. Wasilewski, Historia Bułgarii, Wrocław 1988.